# Europees kampioenschap voetbal 2020 (Groep A) Italië - Zwitserland
Dit artikel gaat over de wedstrijd in de groepsfase in groep A tussen Italië en Zwitserland die gespeeld werd op woensdag 16 juni 2021 in het Olympisch Stadion te Rome tijdens het Europees kampioenschap voetbal 2020. Het duel was de vijftiende wedstrijd van het toernooi.

## Voorafgaand aan de wedstrijd
- Italië stond bij aanvang van het toernooi op de zevende plaats van de FIFA-wereldranglijst.[1] Vijf Europese landen en EK-deelnemers stonden boven Italië op die lijst. Zwitserland was op de dertiende plek terug te vinden.[2] Zwitserland kende acht Europese landen en EK-deelnemers die een hogere positie op de ranglijst hadden.
- Italië en Zwitserland troffen elkaar voor deze wedstrijd al liefst 58 keer. Italië won 28 keer, 8 maal zegevierde Zwitserland en 22 keer eindigde het duel onbeslist. Op het WK 1954 ontmoetten Turkije en Zwitserland elkaar twee keer; Zwitserland won met 2–1 en 4–1. Op het WK 1962 won Italië met 3–0.
- Voor Italië was dit haar tiende deelname aan een EK-eindronde en de zevende op rij. De beste prestatie was de eindzege op het EK 1968. Zwitserland nam voor een vijfde keer deel aan een EK-eindronde en voor een tweede achtereenvolgende keer. Op het EK 2016 reikte Zwitserland het verst, toen de achtste finales werden bereikt.
- In de eerste speelronde van de EK-groepsfase won Italië met 3–0 van Turkije. Zwitserland speelde met 1–1 gelijk tegen Wales.

## Wedstrijdgegevens[3]
| Datum                  | 16 juni 2021                                                                                   | 16 juni 2021                                                                                   |
| Aftrap                 | 21:00 uur                                                                                      | 21:00 uur                                                                                      |
| Wedstrijdnummer        | 15                                                                                             | 15                                                                                             |
| Stadion                | Olympisch Stadion, Rome                                                                        | Olympisch Stadion, Rome                                                                        |
| Toeschouwers           | 12.445                                                                                         | 12.445                                                                                         |
| Scheidsrechter         | Sergej Karasjov                                                                                | Sergej Karasjov                                                                                |
| Assistenten            | Igor Demeshko Maksim Gavrilin                                                                  | Igor Demeshko Maksim Gavrilin                                                                  |
| Vierde official        | Michael Oliver                                                                                 | Michael Oliver                                                                                 |
| Videoscheidsrechters   | Bastian Dankert Marco Fritz (assistent) Christian Gittelmann (assistent) Paweł Gil (assistent) | Bastian Dankert Marco Fritz (assistent) Christian Gittelmann (assistent) Paweł Gil (assistent) |
| Man van de wedstrijd   | Manuel Locatelli                                                                               | Manuel Locatelli                                                                               |
|                        | Italië                                                                                         | Zwitserland                                                                                    |
| Doelpunten             | 3                                                                                              | 0                                                                                              |
| Gele kaarten           | 0                                                                                              | 2                                                                                              |
| Rode kaarten           | 0                                                                                              | 0                                                                                              |
| Wissels                | 5                                                                                              | 5                                                                                              |
| Schoten op doel        | 3                                                                                              | 1                                                                                              |
| Schoten naast doel     | 7                                                                                              | 4                                                                                              |
| Overtredingen          | 10                                                                                             | 12                                                                                             |
| Hoekschoppen           | 3                                                                                              | 2                                                                                              |
| Buitenspel             | 2                                                                                              | 4                                                                                              |
| Passnauwkeurigheid (%) | 85                                                                                             | 87                                                                                             |
| Balbezit (%)           | 49                                                                                             | 51                                                                                             |

| Italië | 3 – 0           | Zwitserland |
| (Domenico Berardi) Manuel Locatelli 26' (Nicolò Barella) Manuel Locatelli 52' (Rafael Tolói) Ciro Immobile 89' | goals (assists) | |
| Roberto Mancini | bondscoach      | Vladimir Petković |
| Gianluigi Donnarumma Giovanni Di Lorenzo Leonardo Bonucci ( 24') Giorgio Chiellini 24' Leonardo Spinazzola Nicolò Barella 87' Jorginho Manuel Locatelli 86' Domenico Berardi 70' Ciro Immobile Lorenzo Insigne 69' | opstellingen    | Yann Sommer Nico Elvedi 58' Fabian Schär Manuel Akanji 84' Remo Freuler Granit Xhaka 58' Kevin Mbabu Ricardo Rodríguez 76' Xherdan Shaqiri 46' Haris Seferović Breel Embolo |
| Francesco Acerbi 24' Federico Chiesa 69' Rafael Tolói 70' Matteo Pessina 86' Bryan Cristante 87' | wissels         | 46' Mario Gavranović 58' Steven Zuber 58' Silvan Widmer 76' Ruben Vargas 84' Djibril Sow                                                                                    |
| | gele kaarten    | 49' Mario Gavranović 79' Breel Embolo |
| | rode kaarten    | |